# Арслан Герай (кубанский сераскир)
Арсла́н Гера́й (Гире́й) (крым. Arslan Geray, أرسلان كراى‎) — кубанский сераскир из рода Гераев, сын кубанского сераскира Газы Герая и правнук крымского хана Девлета II Герая.

## Биография
Участник русско-турецкой войны (1787—1791). В марте 1789 года кубанский сераскир Арслан Гирей собрал ополчение из народов «за Лабой обитающих» в поддержку турецких войск.
В феврале 1790 года его сын Менгли Герай перешел с частью ногайских родов (наврузовцы) в российское подданство. Его отправили в Петербург, а в 1798 году дали чин полковника.
После русско-турецкой войны большая часть закубанских ногайцев была переведена на российскую сторону, и кубанский сераскир Арслан Герай предъявил свои права на них. Сначала он пытался вернуть наврузовцев и в 1792 году подговаривал их к побегу за Кубань, но не преуспев в этом, сам решил переселиться, чтобы «управлять делами оных по их обычаю». В 1798 году он просил позволения жить «между ногайскими татарами, живущими на Куме и около Бештовых гор, с поручением их в его начальство».
Затем Арслан Герай обратился в правительство с просьбой об отводе ему особых земель и перемещении туда всех ногайцев и абазин, живущих в Пятигорье, а главное, об «удостоении его над подчинённым ему народом …званием сераскира». Однако российские власти не забыли его верную службу Османской империи. Командующий Кавказской линией генерал-лейтенант К. Ф. Кнорринг отказал ему в звании сераскира, которое не соответствовало российскому управлению, и Арслан Герай остался у ногайцев-мансуровцев в Закубанье.
Его сыновья — Султан Менгли-Гирей, Султан Азамат-Гирей, Султан Максюд-Гирей и Султан Бахты-Гирей.